# Hell on Earth
Albums de Mobb Deep
The Infamous
(1995) Murda Muzik
(1999)
Singles
1. Drop a Gem on 'Em
Sortie : 25 août 1996
2. Front Lines (Hell on Earth)
Sortie : 4 octobre 1996
3. G.O.D. Pt. III
Sortie : 15 avril 1997

Hell on Earth est le troisième album studio de Mobb Deep, sorti le 19 novembre 1996.
L'album, qui s'est classé 1er au Top R&B/Hip-Hop Albums et 6e au Billboard 200, a été certifié disque d'or le 9 avril 1997 par la RIAA.

## Contenu
Dans la lignée de The Infamous, sorti un an plus tôt, l'opus reprend les éléments qui ont fait la réputation du groupe originaire de Queensbridge : beats sombres, flows et textes durs ; Havoc étant particulièrement grinçant. Les morceaux particulièrement remarqués sont Drop a Gem on 'Em, Hell on Earth (Front Lines), Apostle's Warning ou encore Give it up Fast (avec Nas et Big Noyd). G.O.D. Pt. III, dont le beat est un sample du thème musical de Tony Montana, héros du film Scarface, a une forte valeur symbolique.
L'ensemble semble former une bande son plutôt homogène, quoi qu'en dessous de The Infamous, d'une photographie de la banlieue new yorkaise du milieu des années 1990. Moins nerveux que le classique qui le précède, Hell on Earth n'en est pas moins pour certains le meilleur album de Mobb Deep.

## Liste des titres
| No  | Titre                                                        | Contient un (des) sample(s) de                                                      | Durée |
| --- | ------------------------------------------------------------ | ----------------------------------------------------------------------------------- | ----- |
| 1.  | Animal Instinct (featuring Twin Gambino et Ty Nitty)         | Synthetic Substitution de Melvin Bliss That's Where the Happy People Go des Trammps | 3:30  |
| 2.  | Drop a Gem on 'Em                                            | You Are My Sunshine d'Aretha Franklin Can't Help but Love You des Whispers          | 4:17  |
| 3.  | Bloodsport                                                   |                                                                                     | 3:35  |
| 4.  | Extortion (featuring Method Man)                             | Can You Remember des Jackson 5                                                      | 3:31  |
| 5.  | More Trife Life                                              |                                                                                     | 3:45  |
| 6.  | Man Down (featuring Big Noyd)                                |                                                                                     | 5:03  |
| 7.  | Can't Get Enough Of It (featuring General G a.k.a Illa Ghee) | Las Vegas Tango de Gary Burton It Ain't Hard to Tel de Nas                          | 4:51  |
| 8.  | Nighttime Vultures (featuring Raekwon)                       |                                                                                     | 4:30  |
| 9.  | G.O.D. Pt. III                                               | Fool Yourself de Little Feat Tony's Theme de Giorgio Moroder                        | 5:17  |
| 10. | Get Dealt With                                               |                                                                                     | 3:56  |
| 11. | Front Lines (Hell on Earth)                                  |                                                                                     | 4:34  |
| 12. | Give It Up Fast (featuring Big Noyd et Nas)                  | Opening Theme de Joe Delia                                                          | 3:58  |
| 13. | Still Shinin'                                                | Hospital Prelude of Love Theme de Willie Hutch                                      | 4:11  |
| 14. | Apostle's Warning                                            | People Make the World Go Round de Michael Jackson                                   | 4:07  |